# Pangrapta albata
Pangrapta albata är en fjärilsart som beskrevs av Kardakoff 1928. Pangrapta albata ingår i släktet Pangrapta och familjen nattflyn. Inga underarter finns listade i Catalogue of Life.